# Mórahalom
Mórahalom es una ciudad húngara situada en el condado de Csongrád-Csanád. Tiene una población estimada, a inicios de 2022, de 6529 habitantes.
Es la capital del distrito homónimo.
Está ubicada en la frontera con Serbia, entre las ciudades de Szeged y Subotica. Por la ciudad pasa la carretera 55, que une Szeged con Pécs.
Se desarrolló urbanísticamente como un barrio rural de Szeged en 1892 y adquirió el estatus de municipio en 1950.
Una importante fuente de ingresos se debe a la existencia de un spa con propiedades curativas, del que debe parte de su fama.